# Liste der Baudenkmale in Katikati
Die Liste der Baudenkmale in Katikati umfasst alle vom New Zealand Historic Places Trust (NZHPT) als „Historic Place“ oder „Historic Area“ eingestuften Baudenkmale und Flächendenkmale der neuseeländischen Ortschaft Katikati. Die Angaben stammen aus dem Register des NZHPT. Die Bezeichnungen der Baudenkmale orientieren sich an diesem Register. In die Liste werden auch bekannte Wahi Tapu (Area), kulturell und religiös bedeutsame Stätten und Gebiete der Māori, aufgenommen. Sie werden jedoch meist nicht publiziert.

| Bild           | Bezeichnung                   | Ort      | Anschrift                                    | Beschreibung                                                                                             | Bauzeit      | Eintrag           | Nummer | Kat. |
| -------------- | ----------------------------- | -------- | -------------------------------------------- | --- | ------------ | ----------------- | ------ | ---- |
| BW             | Homewood                      | Katikati | 55 Pukakura Road Karte                       | frühes Siedlerwohnhaus in L-Form, errichtet von Thomas Fletcher                                          | 1876 (circa) | 20. Februar 1992  | 5411   | 2    |
| BW             | George Vesey Stewart Memorial | Katikati | Uretara Domain Karte (ungenau)               | Gedenkstein für George Vesey Stewart (1832–1920), Siedlungsgründer und erster Bürgermeister von Tauranga | 1926         | 17. Dezember 1993 | 7124   | 2    |
| BW             | Katikati Library (former)     | Katikati | Crossley St, Uretara Reserve Karte (ungenau) | Bibliothek, ehemalige                                                                                    | 1913         | 20. Februar 1992  | 5415   | 2    |
| BW             | Katikati No 2 School          | Katikati | 26 Beach Road Karte                          | Grundschule, bis 1923 als Einklassenschulraum                                                            | 1879         | 20. Februar 1992  | 5409   | 2    |
| weitere Bilder | St Peter's Church             | Katikati | 2 Beach Road Karte                           | Kirche, anglikanische                                                                                    | 1884         | 20. Februar 1992  | 5413   | 2    |